# King Crimson
King Crimson és un grup musical britànic fundat el 1968 pel guitarrista Robert Fripp i el bateria Michael Giles. És un dels precursors més importants del moviment rock progressiu. El nom King Crimson (que literalment significa ‘rei de color carmí’), segons alguna versió, fou idea del lletrista Peter Sinfield, com a sinònim de Belzebú, príncep dels dimonis. Algunes fonts indiquen que Robert Fripp hauria dit que la paraula anglesa Beelzebub provindria de la frase àrab B'il Sabab, que significaria ‘home que ambiciona’.
Robert Fripp ha estat l'únic factor comú de totes les diverses formacions que ha tingut la banda. Tanmateix Fripp no es considera el líder: segons ell, King Crimson és «una manera de fer coses», una metodologia de treball.
Actualment la formació del grup la conformen: Adrian Belew, Robert Fripp, Tony Levin, Pat Mastelotto i Gavin Harrison.

## Recepció a Catalunya i Espanya
L'any 1973 van fer un concert a Granollers que va marcar un moment important en el moviment contracultural a Catalunya i Espanya, en el sentit que, en paraules de Pepe Ribas, «va ser un detonant, perquè allà ens vam ajuntar de sobte quatre mil o cinc mil persones de procedències molt diferents i estàvem allà junts. Va ser el primer concert estrany, de cert nivell, en territori nacional». Gràcies a l'èxit de la convocatòria, el grup va acabar fent dos concerts en dies consecutius.

## Discografia

### Àlbums
- In the Court of the Crimson King (1969)
- In the Wake of Poseidon (1970)
- Lizard (1970)
- Islands (1971)
- Larks' Tongues in Aspic (1973)
- Starless and Bible Black (1974)
- Red (1974)
- Discipline (1981)
- Beat (1982)
- Three of a Perfect Pair (1984)
- VROOOM (EP, 1994)
- THRAK (1995)
- The ConstruKtion of Light (2000)
- Happy With What You Have To Be Happy With (EP, 2002)
- The Power to Believe (2003)

### Senzills
- «Cat Food»/«Groon» (1970)
- «Atlantic Sampler» (1973)
- «The Night Watch/«The Great Deceiver» (1974)
- «Epitaph/«21st Century Schizoid Man» (1976)
- «Matte Kudasai» (1981)
- «Elephant Talk» (1981)
- «Thela Hunt Ginjeet» (1981)
- «Heartbeat» (1982)
- «Three of a Perfect Pair»/«Man With an Open Hearth» (1984)
- «Sleepless» (1984)
- «Dinosaur» (1995)
- «People» (1995)
- «Sex Sleep Eat Drink Dream» (1995)

### Discs en directe
- Earthbound (1972)
- USA (1975, gravat en 1974)
- The Great Deceiver (4 CD) (1992, gravat entre 1973 i 74)
- B:Boom: Live in Argetina (1995, gravat el 1994)
- THRaKaTTaK (1996, gravat el 1995)
- Epitaph (quadruble CD) (1997, gravat el 1969)
- The Night Watch (doble CD) (1998, gravat el 1973)
- Absent Lovers: Live in Montreal (doble CD) (1998, gravat el 1984)
- Cirkus: The Young Persons' Guide to King Crimson Live (doble CD) (1999, gravat entre 1969 i 1998)
- The ProjeKcts (quadruble CD) (1999, gravats entre 1997 i1999)
- The Deception of the Trush: A Beginners' Guide to ProjeKcts (1999, gravats entre 1997 i1999)
- The Beginners' Guide to the King Crimson Collectors' Club (2000, gravat entre 1969 i 1998)
- Heavy ConstruKtion (triple CD) (2000)
- VROOOM VROOOM (doble CD) (2001, gravat entre 1995 i 96)
- Level Five (EP, 2001)
- Ladies of the Road (doble CD) (2002, gravat entre 1971 i 72)
- EleKtrik: Live in Japan (2003)
- The Power to Believe Tour Box (2003)

### Recopilacions
- A Young Persons Guide to King Crimson (2 LP) (1976)
- The Compact King Crimson (1986)
- Heartbeat: The Abbreviated King Crimson (1991)
- Frame by Frame: The Essenntial Kign Crimson (quàdruple CD) (1991)
- Sleepless: The Concise King Crimson (1993)
- The 21st Century Guide to King Crimson - Volume One-1969-1974 (2004) 4 CD
- The 21st Century Guide To King Crimson Vol. II 1981-2003 (2005) 4 CD

### Vídeos
- The Noise: Frejus (VHS) (1984, gravat el 1982)
- Three of a Perfect Pair: Live in Japan (VHS) (1984, gravat el 1984)
- Live in Japan (VHS) (1995, gravat el 1995)
- Déjà VROOOM (DVD) (1999, gravat el 1995)
- Eyes Wide Open (DVD) (2003, gravat entre 2000 i 2003)
- Neal and Jack and Me (DVD) (2004, gravat entre 1982 i 1984)

### Col·leccions del club de King Crimson
- Live at The Marquee (CLUB1, 1998, gravat el 1969)
- Live at Jacksonville (CLUB2, 1998, gravat el 1972)
- The Beat Club, Bremen (CLUB3, 1999, gravat el 1972)
- Live at Cap D'Agde (CLUB4, 1999, gravat el 1982)
- King Crimson On Broadway (doble CD) (CLUB5-6, 1999, gravat el 1995)
- ProjeKct Four - Live in San Francisco (CLUB7, 1999, gravat el 1998)
- The VROOOM Sessions (CLUB8, 1999, gravat el 1994)
- Live at Summit Studios (CLUB9, 2000, gravat el 1972)
- Live in Central Park, NYC (CLUB10, 2000, gravat el 1974)
- Live at Moles Club, Bath (CLUB11, 2000, gravat el 1981)
- Live in Hyde Park, London (CLUB12, 2002, gravat entre 1969 i 1997)
- Nashville Rehearsals (CLUB13, 2000, gravat el 1997)
- Live at Plymouth Guildhall (doble CD) (CLUB14, 2001, gravat el 1977)
- Live in Mainz, Germany (CLUB15, 2001, gravat el 1974)
- Live in Berkeley, CA (CLUB16, 2001, gravat el 1982)
- ProjeKct Two - Live in Northampton, MA (CLUB17, 2001, gravat el 1998)
- Live in Detroit, MI (doble CD) (CLUB18, 2001, gravat el 1971)
- Live in Nashville, TN (CLUB19, 2002, gravat el 2001)
- Live at the Zoom Club (2CDs) (CLUB20, 2002, gravat el 1972)
- The Champaign-Urbana Sessions (CLUB21, 2003, gravat el 1983)
- ProjeKct One - Jazz Cafe Suite (CLUB22, 2003, gravat el 1997)
- Live in Orlando, FL (doble CD) (CLUB23, 2003, gravat el 1972)
- Live in Gildford (CLUB24, 2003, gravat el 1972)
- Live in Fillmore East (CLUB25, 2004, gravat el 1969)
- Live in Philadelphia, PA (CLUB 26, 2004, gravat el 1982)
- ProjeKct Three - Live in Austin, TX (CLUB27, 2004, gravat el 1999)
- Live in Warsaw, Poland (doble CD) (CLUB28, 2005, gravat el 2001)
- Live in Heidelberg (CLUB29, 2005, gravat el 1974)
- Live at Brighton (CLUB30, 2005, gravat el 1971)